# Дадо Колети
Дадо Колети (на италиански: Dado Coletti), псевдоним на Рикардо Броколети (на италиански: Riccardo Broccoletti), е италиански филмов и театрален актьор, дубльор, телевизионен и радиоводещ, роден през 1974 г.в Рим

## Биография
Записан в школата на Енцо Гариней, той дебютира в Театър „Систина“ в Рим, за да продължи обучението си, като посещава курсове по пантомима и дублаж.
Главен герой на детската телевизия, през 1991 г. той работи за телевизионната програма Disney Club, където остава до 1994 г., и след това се завръща година по-късно до 1999 г. в двойка с Франческа Барберини. През същата година той също така води по RAI 1 телевизионната програма Big!. Води телевизионните маратони за набиране на средства Telethon през 1991, 1993 и 2006 г. Между 1993 г. и 1994 г. води детската телевизионна програма Uno per tutti, в която е водещ и на детската новинарска програма Bignews. През 1995 г. води Astronave Terra по Rai 1 и от същата година до 1997 г. представя четирите годишни събития от програмата Дисниленд.
През 1999 г. придобива първия си опит като телевизионен актьор с телевизионния минисериал „Смъртта на уважаваното момиче“ (Morte di una ragazza perbene), режисиран от Луиджи Перели. През същата година той е един от постоянните членове на телевизионната програма GNU, където играе ролята на телевизионен продуцент, който е запален по новите технологии. От 2000 г. до 2001 г. води Glu Glu – програма по RaiSat Ragazzi, както и някои телевизионни игри за Call Game по LA7. Също през 2001 г. е един от състезателите на Nientepopodimenoche, където печели наградата за телевизионни водещи, обявена от Rai, а през същата година е външен водещ на Scomtiamo che...?. Между 2002 и 2004 г. продължава дейността си като външен водещ на Sereno variabile по RaiDue. През 2004 г. е и съводещ на Estate sul 2 – лятната версия на L'Italia sul 2, и участва в предаването на живо на 19-ия Световен ден на младежта в присъствието на папа Йоан Павел II.
През 2005 г. се завръща в телевизията с програмата Sabato, Domenica & la TV che bene la salute по Rai 1, където замества Корадо Тедески и Франко Ди Маре. През същата година участва в Ragazzi, c'è Voyager!. През 2009 г. е водещ на програмата Festa italiana с Катерина Баливо.
От март 2021 г. е радиоводещ в Isoradio.

## Филмография
Кино
- I laureati, реж. Леонардо Пиерачони (1995)
- Intollerance, късометражен, реж. Пол Фенех (1996)
- Una notte normale, късометражен, реж. Елизабета Виладжо (1997)
- South Kensington, реж. Карло Ванцина (2001)
- La mia vita a stelle e strisce, реж. Масимо Чекерини (2003)
- La brutta copia, реж. Масимо Чекерини (2013)

Телевизия
- Morte di una ragazza perbene, реж. Луиджи Перели, тв филм (1999)
- 7 vite, тв сериал, еп. 2x02 (2009)
- Buongiorno, mamma!, реж. Джулио Манфредония, тв минисериал, еп. Come nelle favole (2021)

## Театър
- Il re muore, реж. Джампиеро Де Ниско (1987-1990)
- La bottega del caffè, реж. Лоренцо Поняти (1987-1990)
- Scusi, lei crede ai miracoli?, реж. Ренато Биаджоли (1989-1991)

## Телевизионни програми
- Disney Club (Rai 1, 1991-1993, 1995-1999)
- Telethon 1991-1992 (Rai 1, 1991)
- Big! (Rai 1, 1993-1994)
- Telethon 1993-1994 (Rai 1, 1993)
- Uno per tutti (Rai 1, 1993-1994)
- Astronave Terra (Rai 1, 1995)
- Disneytime (Rai 1, 1995-1997)
- GNU (Rai 3, 1999)
- Glu Glu (RaiSat Ragazzi, 2000-2001)
- Call Game (LA7, 2000-2001)
- Nientepopodimenoche (Rai 1, 2001)
- Scommettiamo che...? (Rai 1, 2001)
- Sereno variabile (Rai 2, 2002-2004)
- Estate sul 2 (Rai 2, 2004)
- Sabato, domenica & la TV che fa bene alla salute (Rai 1, 2005)
- Telethon 2005-2006 (Rai 1 e Rai 2, 2006)
- Festa italiana (Rai 1, 2009-2010)

## Дублаж
Филмов
- Константин Александров в Agente speciale 117 al servizio della Repubblica - Missione Cairo

Телевизионни сериали
- Марк Прокш в What We Do in the Shadows
- Фери Йолингер в SOKO - Misteri tra le montagne

Видеоигри
- Stellaris (Макс)
- Hi-Fi Rush

Анимационни филми
- Бересфорд и Лоренцо в Il trenino Thomas